# Il fiore di pietra (film)
Il fiore di pietra (Каменный цветок) è un film del 1946 diretto da Aleksandr Lukič Ptuško.